# Association française d'information funéraire
L'Association française d’information funéraire est une association loi de 1901 fondée par Michel Kawnik, qui se donne pour but l'information du public et la défense des intérêts des familles, en France et ailleurs, pour ce qui concerne la mort, les rites funéraires, le deuil et le souvenir.
Cette association contribue aussi à des conférences, colloques, et participe à des commissions consultatives des services publics locaux. 
Elle a établi en 1993 une charte et un agrément d'éthique et de qualité, en 11 articles :
1. Non entorse à la législation nationale.
2. Respect de l'éthique professionnelle et de la morale commerciale liée au deuil.-
3. Transparence et communication des prix.
4. Remise spontanée de devis clairs et détaillés.
5. Explication sans ambiguïté à propos des différentes alternatives en matière de soins de conservation, transport, séjour en chambre funéraire, personnel d'accompagnement, etc.
6. Prise en compte des réelles possibilités financières des familles.
7. Suivi permanent de l'organisation et de la satisfaction de la clientèle.
8. Accueil, discrétion et disponibilité.
9. Professionnalisme des intervenants, respect des engagements pris.
10. Acceptation des contrôles réguliers et anonymes effectués par notre organisme.
11. Exécution sans délai des décisions de l'Association française d'information funéraire et d'un organisme de consommateurs dans l'éventualité d'un différend client-société.